# Dignity (Statue)
Dignity ist eine 15,2 m hohe Statue am Hochufer des Missouri-Flusses in der Nähe von Chamberlain im Bundesstaat South Dakota. Der vollständige Name lautet: „Dignity of Earth & Sky“. Die Statue wurde zu Ehren der in der Region heimischen Stämme der Lakota und der Dakota errichtet. Sie stellt eine indigene Frau mit einem sternengeschmückten Quilt dar.

## Beschreibung
Die Statue ist ein Geschenk, das das Ehepaar Norm und Eunabel McKie aus Rapid City anlässlich der 125-Jahr-Feier des Bundesstaats South Dakota finanziert hat. Mit Mount Rushmore und dem unfertigen Crazy Horse Memorial hat South Dakota bereits zwei übergroße Monumente mit Bezug zur nordamerikanischen Geschichte. Die Dignity-Statue wurde von dem Künstler Dale Claude Lamphere entworfen und in seiner Werkstatt hergestellt. Sie wiegt 12 Tonnen und besteht aus Edelstahl. Der Quilt enthält 128 lichtdurchlässige Elemente in Parallelogrammform in den Farben des Wassers und des Himmels. Die Elemente können sich bei Wind leicht bewegen. Die Farben wiederholen sich in einer Vielzahl kleinerer Schmuckelemente auf dem Kleid der Frau. Nachts wird die Skulptur angestrahlt. Drei Frauen mit unterschiedlichem Alter (14, 29 und 55) standen dem Künstler Modell.
Der Künstler sieht in seinem Werk ein Symbol für den Glauben an die Heiligkeit des Bodens und der Umwelt ist. Die Statue soll darauf hinweisen, dass die Kultur der Ureinwohner South Dakotas lebendig ist und dass es wert ist, sie zu würdigen, deswegen der Name „Dignity“, deutsch „Würde“.
Die Statue wurde am 17. September 2016 eingeweiht. Sie steht auf einer kleinen Anhöhe direkt neben dem Interstate Highway Nr. 90, so dass sie auch von durchreisenden Touristen gut zu sehen ist.